# 앨런 킹

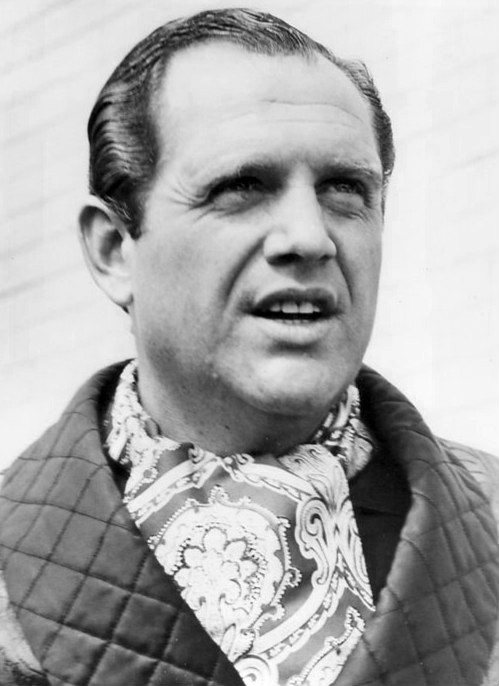

앨런 킹(Alan King, 1927년 12월 26일 ~ 2004년 5월 9일)는 미국의 작가, 배우, 영화 제작자이다.
브루클린에서 태어났으며 뉴욕에서 사망하였다. 사인은 폐암이다.

## 영화
- 프랭키 (2007년)
- 피아노, 솔로 (2007년)
- 마인드 더 갭 (2004년)
- 인사이드 아임 댄싱 (2004년)
- 선샤인 스테이트 (2002년)
- 러시 아워 2 (2001년) - 스티븐 리근 역
- 잠입자(영어판) (1995년)
- 카지노 (1995년) - 앤디 스톤 역
- 밤 그리고 도시 (1992년)
- 허영의 불꽃 (1990년) - 아서 러스킨 역
- 적 그리고 사랑 이야기 (1989년)
- 아버지의 초상 (1988년)
- 유 토킹 투 미 (1987년)
- 캣츠 아이 (1985년)
- 아메리칸 마스터즈 (1983년) - 본인 역
- 상사병 (1983년)
- 브로드웨이에 막이 오를 때 (1982년)
- 아이 더 쥬리 (1982년)
- 늑대 인간의 습격 (1981년)
- 피노키오의 크리스마스 (1980년)
- 당신이 원하는 것을 말해요 (1980년)
- 그레이트 퍼포먼스 (1972년) - 게스트 역
- 도청 작전 (1971년) - 팻 안젤로 역
- 데이빗 프로스트 쇼 (1969년)
- 헬렌 모건 스토리 (1957년)
- 히트 더 덱 (1955년)